# Disturbios raciales de Elaine de 1919
Los disturbios raciales de Elaine de 1919, también llamados masacre de Elaine, se produjeron el 30 de septiembre de 1919 en la villa de Elaine, ubicada en el condado de Phillips (estado de Arkansas), lugar donde era frecuente encontrar a numerosos agricultores afroestadounidenses trabajando en las plantaciones de terratenientes blancos. Ese día, 30 de septiembre, aproximadamente 100 campesinos afroestadounidenses dirigidos por Robert L. Hill, fundador del sindicato Progressive Farmers and Household Union of America se reunieron en una iglesia de la aldea Hoop Spur, cerca de Elaine. Su objetivo era obtener mejoras salariales por sus trabajos en las plantaciones de algodón de los propietarios blancos. Esta discriminación sistemática de los afroestadounidenses fue algo cotidiano durante la vigencia de las leyes de Jim Crow. Una vez iniciada la reunión en la iglesia, un sheriff blanco y un policía ferroviario se presentaron, degenerando la situación en una pelea en la que el sheriff acabó herido y el policía muerto. La noticia del suceso corrió como la pólvora, en parte alentada por artículos de periódicos sensacionalistas que incluso hablaban de una «insurrección», organizándose cuadrillas de hombres blancos que atacaban al azar a personas afroestadounidenses. Entre 100 y 200 afroestadounidenses fueron asesinados de esta manera. Este suceso fue uno de los numerosos disturbios de carácter racial que se produjeron durante el llamado Verano Rojo por todo Estados Unidos.